# Campionati europei 2022
I Campionati europei 2022 sono la seconda edizione dei Campionati europei multisportivi, che si sono tenuti dall'11 al 21 agosto a Monaco di Baviera, in Germania. Il torneo è iniziato l'11 agosto, 3 giorni dopo la conclusione dei Giochi del Commonwealth del 2022.
Atletica, ciclismo, triathlon, ginnastica artistica e canottaggio tornano dalle gare inaugurali del 2018. Novità di questa edizione dei Campionati sono beach volley, canoa sprint e, per la prima volta ai Campionati europei, una lista completa di para-manifestazioni sportive quali arrampicata sportiva e tennistavolo.
A differenza dei Campionati europei 2018, nuoto, tuffi, nuoto artistico e nuoto in acque libere non faranno parte del programma dell'evento, poiché i Campionati europei di nuoto 2022 si terranno contemporaneamente a Roma, in Italia.

## Elenco dei tornei
- Campionati europei di atletica leggera 2022
- Campionati europei di beach volley 2022
- Campionati europei di canoa/kayak sprint 2022
- Campionati europei di canottaggio 2022
- Campionati europei di ciclismo 2022:
  - Campionati europei di ciclismo su pista 2022
  - Campionati europei di ciclismo su strada 2022
  - Campionati europei di mountain bike 2022
  - Campionati europei di BMX 2022
- Campionati europei di ginnastica artistica 2022:
  - Campionati europei di ginnastica artistica maschile 2022
  - Campionati europei di ginnastica artistica femminile 2022
- Campionati europei di arrampicata 2022
- Campionati europei di tennistavolo 2022
- Campionati europei di triathlon 2022

## Programma
| OC | Cerimonia d'apertura | ● | Gare | 1 | Finali | CC | Cerimonia di chiusura |

| Agosto 2022          | Agosto 2022          | 11 Giovedì | 12 Venerdì | 13 Sabato | 14 Domenica | 15 Lunedì | 16 Martedì | 17 Mercoledì | 18 Giovedì | 19 Venerdì | 20 Sabato | 21 Domenica | Eventi |
| -------------------- | -------------------- | ---------- | ---------- | --------- | ----------- | --------- | ---------- | ------------ | ---------- | ---------- | --------- | ----------- | ------ |
| Cerimonie            | Cerimonie            | OC         |            |           |             |           |            |              |            |            |           | CC          | N.D.   |
| Atletica leggera     | Atletica leggera     |            |            |           |             | 5         | 8          | 6            | 6          | 8          | 8         | 7           | 48     |
| Beach volley         | Beach volley         |            |            |           |             | ●         | ●          | ●            | ●          | ●          | 1         | 1           | 2      |
| Canoa velocità       | Canoa velocità       |            |            |           |             |           |            |              | ●          | 11         | 12        | 18          | 41     |
| Ciclismo             | BMX freestyle        | ●          | 1          | 1         |             |           |            |              |            |            |           |             | 2      |
| Ciclismo             | Mountain bike        |            |            |           |             |           |            |              |            | 1          | 1         |             | 2      |
| Ciclismo             | Ciclismo su strada   |            |            |           | 1           |           |            | 2            |            |            |           | 1           | 4      |
| Ciclismo             | Ciclismo su pista    | ●          | 6          | 5         | 3           | 4         | 4          |              |            |            |           |             | 22     |
| Ginnastica artistica | Ginnastica artistica | 1          | 2          | 1         | 8           |           |            |              | 1          | 2          | 1         | 12          | 28     |
| Canottaggio          | Canottaggio          | ●          | ●          | 11        | 13          |           |            |              |            |            |           |             | 24     |
| Arrampicata sportiva | Arrampicata sportiva | ●          | ●          | 2         | 2           | 2         |            | 1            | 1          |            |           |             | 8      |
| Tennistavolo         | Tennistavolo         |            |            | ●         | ●           | 1         | ●          | ●            | 2          | ●          | ●         | 2           | 5      |
| Triathlon            | Triathlon            |            | 1          | 1         | 1           |           |            |              |            |            |           |             | 3      |
| Totale finali        | Totale finali        | 1          | 9          | 21        | 28          | 13        | 12         | 9            | 10         | 22         | 23        | 41          | 189    |
| Totali progressivi   | Totali progressivi   | 1          | 10         | 31        | 59          | 72        | 84         | 93           | 103        | 125        | 148       | 189         | 189    |